# فصل شکار
فصل شکار زمان تعیین شده‌ای است که در آن جانوران قابل شکار خاصی را می‌توان در مناطق تعیین‌شده خاص کشت. در ایالات متحده، هر ایالت تاریخ‌های خاص خود را برای شکار جانور شکاری خاص تعیین و مشخص می‌کند، مانند کالیفرنیا، که در آن مناطق خاصی را تعیین می‌کنند که در آن هر یک تاریخ جداگانه خود را برای شکار قانونی دارند.
در ایالات متحده، هر ایالت مسئولیت و اختیار اصلی در مورد شکار حیات وحشی که در داخل مرزهای ایالتی قرار دارد. موسسه‌های حیات وحش دولتی که مجوزهای شکار می‌فروشند، بهترین منبع اطلاعات دربارهٔ فصول شکار، مناطق باز/بسته برای شکار و غیره هستند. شکار پرندگان مهاجر مانند مرغابی و غازها توسط سازمان‌های دولتی ماهی و حیات وحش و خدمات ماهی و حیات وحش ایالات متحده مدیریت می‌شود. شکارچیان مهاجر آبزی باید دارای مجوز شکار دولتی و (مهر فدرال شکار و حفاظت از پرندگان مهاجر (مهر فدرال مرغابی) باشند، و هر شکارچی برای هر ایالتی که در آن پرندگان مهاجر را شکار می‌کند به شماره برنامه اطلاعات برداشت نیاز دارد.
یک فصل بسته توسط قانون حفاظت محلی برای حفاظت از گونه‌ها و مدیریت حیات وحش اجرا می‌شود. هر گونه شکار در فصل تعطیل توسط قانون مجازات می‌شود و شکار غیرقانونی یا شکار غیرقانونی نامیده می‌شود.